# شوکای سیبری
شوکای سیبری (نام علمی: Capreolus pygargus) نام یک گونه از سرده شوکا است.